# Saint-Sulpice-les-Feuilles
Saint-Sulpice-les-Feuilles è un comune francese di 1 255 abitanti situato nel dipartimento dell'Alta Vienne nella regione della Nuova Aquitania.

## Società

### Evoluzione demografica
Abitanti censiti